# Non-return-to-zero
U telekomunikacijama i računarstvu, non-return-to-zero (NRZ) je način predstavljanja logičkog simbola fizičkim signalom gdje je logička "0" predstavljena promjenom u razini signala, a logička "1" bez promjene razine tijekom cijelog intervala slanja logičke znamenke. Koriste se samo dvije razine signala. Na prijelazima logičkih simbola se ne dešavaju promjene razine signala.
Postoji i varijanta non-return-to-zero inverted (NRZI) Za koju vrijedi obratno: promjena razine signala označava logičko "1", a bez signal bez promjene logičko "0".

Problem ove metode jest u tome što ako imamo digitalni signal s velikim brojem uzastopnih istovjetnih znamenki (1 za NRZ, odnosno 0 za NRZI) nećemo imati promjenu razine, te se može dogoditi da ispadnemo iz sinkronizacije. Da bi se taj problem otklonio koriste se npr. Manchester kodiranje, ili se podaci prije primjene NRZ/NRZI prethodno kodiraju korištenjem npr. Run-length limited (RLL), ili osam-na-četrnaest (EFM, engl: eight-to-fourteen) kodiranja čime se uklanja mogućnost predugih uzastopnih ponavljanja istog logičkog simbola.